# Blanzaguet-Saint-Cybard
Blanzaguet-Saint-Cybard település Franciaországban, Charente megyében. Lakosainak száma 273 fő (2022. január 1.). Blanzaguet-Saint-Cybard Édon, Gurat, Villebois-Lavalette, Champagne-et-Fontaine, La Rochebeaucourt-et-Argentine és Magnac-lès-Gardes községekkel határos.

## Népesség
A település népességének változása:
| Lakosok száma | 280  | 252  | 223  | 238  | 275  | 290  | 296  | 295  | 287  | 273  |
|               | 1968 | 1982 | 1990 | 2006 | 2013 | 2015 | 2017 | 2019 | 2020 | 2022 |